# Calan, Morbihan

Calan este o comună în departamentul Morbihan, Franța. În 1 ianuarie 2022 avea o populație de 1.267 de locuitori.